# Кожобаев, Канатбек Асекович
Канатбек Асекович Кожобаев (12.07.1948-26.01.2022) — главный научный сотрудник, научный руководитель лаборатории инженерной и экологической геологии Института геологии НАН КР, профессор, доктор технических наук, член-корреспондент НАН КР.
Родился 12 июля 1948 года в с. Ой-Тал Тюпского района Иссык-Кульской области Киргизской ССР.
В 1971 г. окончил горно-геологический факультет Фрунзенского политехнического института (ФПИ) с присвоением квалификации «горный инженер-гидрогеолог». Работал там же на кафедре гидрогеологии и инженерной геологии на должностях от ассистента до профессора, заведующего кафедрой, декана горно-геологического факультета.
В 1977 г. защитил кандидатскую диссертацию
- Исследование природы тиксотропных явлений в глинистых грунтах : диссертация … кандидата геолого-минералогических наук : 04.00.07. — Москва, 1977. — 139 с. : ил.

В 1991 году окончил докторантуру Московского государственного университета им. М. В. Ломоносова. В 1996 году защитил докторскую диссертацию на тему «Закономерности изменения прочности и деформирования дисперсных грунтов при низкочастотных динамических воздействиях».
В 2000 году утверждён в учёном звании профессора.
С 2002 года руководитель группы экологической геохимии, научный руководитель лаборатории инженерной и экологической геологии Института геологии НАН КР. Под его руководством реализовано множество проектов научно-исследовательских работ по экологическим проблемам в районе горнодобывающих предприятий и населенных пунктов северных регионов Кыргызстана.
Автор (соавтор) более 100 научных работ, в том числе 20 монографий, словарей, учебников и учебных пособий.
Проходил научно-педагогические стажировки в Югославии (1980—1981) и в США (штат Калифорния, Калифорнийский университет в Лос-Анжелесе — USLA, 2009—2010).
С 1996 по 2014 год член экспертной комиссии Национальной аттестационной комиссии Кыргызской Республики, в 2007—2014 годах председатель Экспертного Совета по направлению «Науки о земле» ВАК КР. С 2014 года член диссертационных Советов по защите кандидатских и докторских диссертаций при Институте геологии НАН КР.
С 2002 года профессор Кыргызско-Турецкого университета «Манас».
Член-корреспондент НАН КР (2021).
Отличник народного образования КР.
Жена - Канипа Керимовна, четверо детей.
Сочинения:
- За воду не благодарят / И. А. Абдурасулов, В. Е. Матыченков, К. А. Кожобаев; АН КиргССР. — Фрунзе : Илим, 1990. — 102,[1] с. : ил.; 21 см; ISBN 5-8355-0515-9 :
- Тиксотропия. дилатансия и разжижение дисперсных грунтов / К. А. Кожобаев; АН Респ. Кыргызстан, Ин-т геологии. — Бишкек : Илим, 1991. — 212,[1] с. : ил.; 20 см; ISBN 5-8355-0405-5